# 霍羅霍林
50°49′40″N 24°56′54″E / 50.82778°N 24.94833°E
霍羅霍林（烏克蘭語：Хорохорин），是烏克蘭西部沃倫州的村落，隸屬盧茨克區斯莫利希夫市鎮，距離盧茨克約32公里，距離科韋利約86公里，始建於1545年，面積3.67平方公里，海拔高度205米，2018年人口700，人口密度每平方公里181.82人。